# هری گراندی (بازیکن فوتبال، زاده۱۸۹۳)
هری گراندی (انگلیسی: Harry Grundy؛ 18 September 1893 – ۱۹۷۹ (۸۵−۸۶ سال)) بازیکن فوتبال بود.